# Colubrina viridis
Colubrina viridis là một loài thực vật có hoa trong họ Táo. Loài này được (M.E.Jones) M.C.Johnst. mô tả khoa học đầu tiên năm 1963.